# ガリンペイロ (テレビ番組)
ガリンペイロとは、東京MXテレビ（TOKYO MX）で2007年4月6日〜2008年3月28日（毎週金曜23:00〜23:30）に放送されていた新型発掘系バラエティー番組。

## 番組概要
- 「ガリンペイロ」とはポルトガル語で「金鉱発掘人」という意味。番組内では「見つける」「発掘する」といった動詞をガリンペイロすると訳し、新しい才能を発掘し、それをバックアップする人物をガリンペイラーと呼ぶ。
- 第9回（6月1日放送）から次世代のアーティストたちをベスト10形式で紹介する番組となり、パワーアップ。
- 番組終盤には徳光がテーマに沿ってベスト3形式でトークをする「とくみっつ」というコーナーがある。
- 2007年10月には、2クール突破記念の「公開収録」が行われ、番組中盤にあびる優が辛口トークを披露する「ナニを言う！あびる優」というコーナーができた。
- 2008年1月からは公開収録形式の番組に生まれ変わった。
- 2008年3月28日、1年間の総合ランキングTOP51を決定し番組の幕をおろした。

## 番組MC
- 徳光正行
- あびる優
- nao(元I WiSH)

ガリンペイロex
- 佐々木希
- ザブングル

## ナレーター
- 馬場圭介

## 主な出演アーティスト
- 石野田奈津代
- 青山汰詩
- THE OINARI3
- ハイ珈琲

## スタッフ
- ナレーション　：馬場圭介
- SW（スイッチャー）： 松本賢
- CAM（カメラマン）： 石坂良雄、岡田仁男、伴野匡
- VE（ビデオエンジニア）： 児玉大輔、本間一美、平野和宏
- VTR： 渡辺翔太、児玉大輔、信太修平
- MIX（ミキサー）： 小島薫、畑圭
- 音効 ： 佐藤光成
- ディレクター ： 池羽田茂樹　中辻宏之
- プロデューサー ： 伊藤稔

## ガリンペイラー
- 家原正樹
- 326 (イラストレーター)
- 君原正美
- 栗原友
- 塩屋俊